# Avery Hopwood
Avery Hopwood (Cleveland (Ohio), Estados Unidos, 28 de mayo de 1882-Antibes, Francia, 1 de julio de 1928) fue un escritor de obras de teatro estadounidense, especializado en comedias y farsas.

## Carrera
Comenzó trabajando como periodista en Cleveland como corresponsal para Nueva York. En 1906 escribió su primera obra de teatro Clothes que se representó en Broadway (Nueva York). En 1921 produjo The Demi-Virgin que dio pie a un caso jurídico, por su provocativo número de estriptis donde las showgirls bromeaban en lencería con el público; el caso fue despachado sin ningún cargo para Hopwood.
En 1924 comenzó una relación sentimental con la coreógrafa Rosa Rolanda (1895-1970).